# Nam Hùng (nghệ sĩ)
Nam Hùng (1937 – 2020) tên thật Nguyễn Xúy, là một nam nghệ sĩ cải lương người Việt Nam. Ông được biết đến với những vai phản diện trong nhiều vở cải lương và được Nhà nước Việt Nam phong tặng danh hiệu Nghệ sĩ Ưu tú.

## Tiểu sử
— NSƯT Nam Hùng
NSƯT Nam Hùng sinh năm 1937 tại Hà Nam từ nhỏ ông đã theo cha phiêu bạt khắp nơi tại các gánh hát để buôn bán và phụ việc. Từ đây ông được NSND Phùng Há nhận làm con nuôi và cho ăn học tử tế, hướng dẫn ông vào nghệ thuật. Năm 16 tuổi, ông xin phép mẹ nuôi đi hát cho đoàn hát Hương Hoa và lấy nghệ danh là Nam Hùng.
Giọng trầm ấm, ngoại hình sáng, ông hội đủ mọi yếu tố để trở thành kép chánh, kép mùi. Tuy vậy, ông chọn trở thành kép độc, chuyên đóng vai phản diện. Mỗi lần nhận vai mới, ông luôn cố gắng khắc họa nhân vật sao cho người xem ghét cay ghét đắng.
Ông cùng thế hệ với các nghệ sĩ như: Út Bạch Lan, Thành Được, Hữu Phước, Diệp Lang, Thanh Nga, Hùng Minh... Trong suốt sự nghiệp ông đã diễn cho các đoàn hát lớn như Kim Chưởng, Thanh Minh - Thanh Nga.
Ông được Liên hiệp Các Hội Văn học Nghệ thuật Việt Nam trao tặng huy hiệu "Vì sự nghiệp văn học nghệ thuật" năm 1990 và được nhà nước trao tặng danh hiệu Nghệ sĩ ưu tú năm 1998.

## Gia đình
Ông kết hôn với NSƯT Thanh Thanh Hoa, hai người có người con là nghệ sĩ Thanh Thanh Tâm. Người vợ sau của ông là NSƯT Tô Kim Hồng đóng vai bà Huyện trong vở Ngao Sò Ốc Hến chung với ông.

## Các vai diễn nổi bật
- Đêm huyền diệu (vai Mễ Kha Đan)
- Đời cô Lựu (vai ông Hương)
- Đứa con trong rừng thẳm (vai Tể tướng Kha Linh)
- Phụng Nghi Đình (vai Đổng Trác)
- Thuyền ra cửa biển (vai Hoàng Hạc Tử Lang)
- Tiếng hạc trong trăng (vai Bình Thiếu Quân)
- Lôi vũ (vai Chu Phác Viên)
- Giấc mơ triệu phú (vai ông Thoại)
- Mộng bá vương
- Ngao Sò Ốc Hến (vai thầy Đề)

Và một số vở cải lương khác

## Nhận xét
| “              | Cái hay của ảnh là diễn vai độc rất nội tâm, vận dụng ánh mắt cực kỳ tốt. Với ảnh không có kiểu diễn ào ạt, la lối, trợn mắt. Các em trẻ nếu muốn diễn vai độc cho tốt thì anh Nam Hùng là một trong những người các em nên học hỏi. | ” |
| — NSND Lệ Thủy | |   |

| “                    | Có lẽ bạn diễn đều quen thuộc anh với những dạng vai độc uy nghiêm, độc đạo mạo, nhưng đến vai thầy Đề trong Ngao Sò Ốc Hến thì ai nấy đều... hết hồn vì không nghĩ anh diễn vai hài lẳng duyên dáng như vậy. | ” |
| — NSƯT Thanh Kim Huệ | |   |

## Qua đời
NSƯT Nam Hùng qua đời tại nhà riêng sau cơn co giật tim vào ngày 21 tháng 10 năm 2020 tại Quận Bình Tân, TP HCM. Trước đó ông được người nhà đưa vào Bệnh viện Nguyễn Trãi (TP HCM) cấp cứu do bị suy tim, tiểu đường.